# Gonzalo de Quesada y Aróstegui
Gonzalo de Quesada y Aróstegui (15 de diciembre de 1868 - 9 de enero de 1915) fue uno de los arquitectos clave en el movimiento independentista de Cuba, junto a su gran amigo José Martí durante finales del siglo XIX. Recibió la Legión de Honor de Francia.

## Orígenes y primeros años
Nació en La Habana, el 15 de diciembre de 1868. Su familia se mudó a Nueva York, donde fue educado. Mientras residió en los Estados Unidos, asistió al City College de Nueva York antes de graduarse de la Universidad de Columbia. Durante sus estudios se inició en la Fraternidad Theta Delta Chi. Se graduó de abogado en la Universidad de Nueva York en 1891.
Mientras se encontraba en Nueva York, Quesada entró en contacto con Martí, tras asistir a varias reuniones de cubanos exiliados.

## Carrera política y diplomática

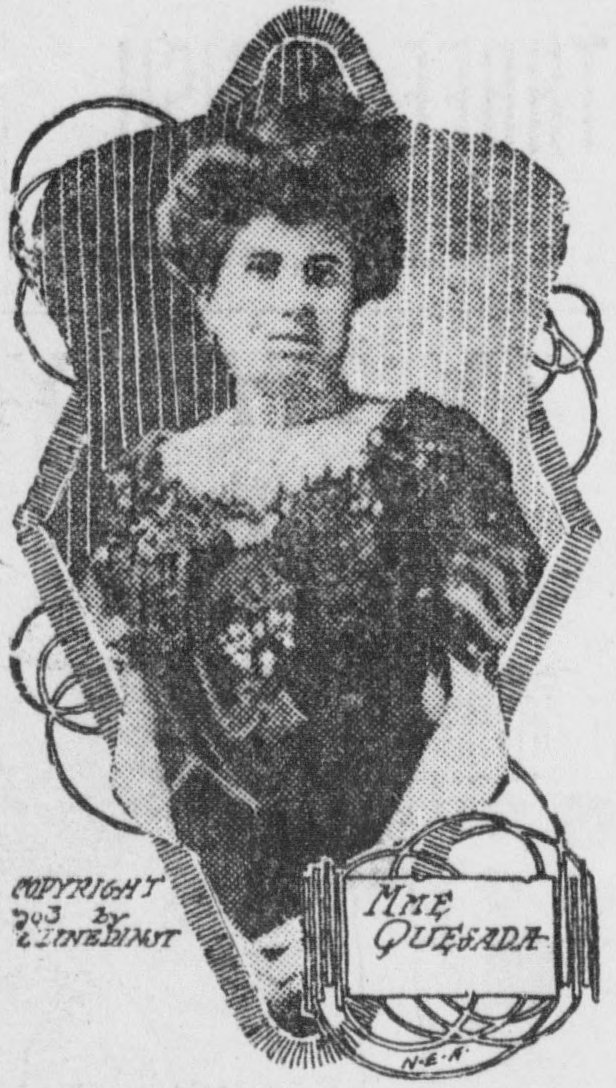
Angelina Miranda Quesada, su esposa.

En 1900 se convirtió en Comisionado Especial de Cuba en los Estados Unidos. En 1901 fue uno de los miembros de la Convención Constituyente. Entró a los servicios diplomáticos y pasó a ser el embajador cubano en los Estados Unidos. A partir de 1912, se convirtió en el embajador cubano en el Segundo Imperio Alemán.
En 1903, logró convencer al Gobierno estadounidense de que la Isla de Pinos formaba parte del territorio cubano desde 1511, y el 2 de marzo de 1904 firmó el Tratado Hay-Quesada, el cual no fue ratificado por los Estados Unidos hasta más de veinte años después.

## Fallecimiento
Falleció el 9 de enero de 1915, en Berlín, mientras desempeñaba su cargo de embajador y fue sepultado en La Habana en agosto de 1919.

## Publicaciones
Fue autor de muchos libros, entre ellos "Historia de Cuba Libre" (1898) y "Cuba" (1905). También editó las "Obras literarias" de Martí (1900–11).